# Victoire Thivisol
Victoire Thivisol (* 6. Juli 1991) ist eine französische Schauspielerin.

## Biografie
Victoire Thivisol wurde vom französischen Filmregisseur Jacques Doillon entdeckt, der der damals Vierjährigen die Titelrolle in seinem Spielfilm  Ponette anvertraute. Das Drama handelt von einem gleichaltrigen Kind, das mit dem Tod seiner Mutter (gespielt von Marie Trintignant) konfrontiert wird. Bei einem von der Mutter verursachten Autounfall verstirbt diese, während Ponette mit einem Schock und einem gebrochenen Arm davon kommt. Das Mädchen verfällt daraufhin in tiefe Trauer und beginnt, angeregt durch ihre gläubige Tante, Zwiegespräche mit Gott zu führen und ihn um die Rückkehr ihrer Mutter zu bitten. Vom film-dienst als sensibles wie hochartifizielles Seelendrama bewertet, „in dem weitgehend vom (Kamera-) Blickwinkel eines Kindes aus auf eine Welt geschaut wird, die nicht nur für Kinder so schwer zu verstehen ist“, erlebte Ponette seine Uraufführung 1996 auf den Filmfestspielen von Venedig. Dort wurde Doillons Film vielfach preisgekrönt, unter anderem auch mit der Coppa Volpi für Victoire Thivisol als beste Darstellerin, die sich gegen so etablierte Aktricen wie Julia Roberts (Michael Collins) oder Isabella Rossellini (Das Begräbnis) durchsetzen konnte. Die Entscheidung, den Darstellerpreis einer Fünfjährigen zuzusprechen, erntete schon bei der Siegerehrung durch Jurypräsident Roman Polański Pfiffe aus dem Publikum. Obwohl gerade die Schauspieler in der Jury für Thivisol gestimmt hatten und Doillon, der den Preis in Abwesenheit seiner Hauptdarstellerin entgegennahm, versicherte, ohne ihr eigenes Begehren und ihre Freude wäre sie nicht diese wunderbare Schauspielerin gewesen, löste die jüngste Coppa-Volpi-Gewinnerin in der Geschichte der Filmfestspiele von Venedig eine Debatte über den Einsatz von Kinddarstellern im Film aus. So schrieb die Süddeutsche Zeitung zwei Tage nach dem Ausklang der Filmfestspiele, dass eigentlich nicht rechte Freude an Thivisols Auszeichnung aufkommen würde, „weil es doch wohl eher die Leistung des Regisseurs war, einen Haufen kleiner, sehr kleiner Kinder dazu zu bringen, vor der Kamera mit dieser Natürlichkeit Texte über Leben und Tod und das, was danach kommt, von sich zu geben“.
Mit der Veröffentlichung von Ponette in den Kinos erlahmte die Debatte jedoch und die Süddeutsche Zeitung lobte den Film in ihrer zwei Jahre später erscheinenden Kritik als „grossartiges Porträt mit einer grossartigen kleinen Hauptdarstellerin“, während die tageszeitung ebenso die natürliche Darstellung Thivisols berücksichtigte und ihr Spiel mit dem von Emily Watson in Lars von Triers preisgekrönten Drama Breaking the Waves verglich. Die Palette ihrer Emotionen sei breit und differenziert und sie trage nie dick auf. „Erfährt sie vom Tod der Mutter, schiebt sie ihre Unterlippe vor und kämpft mit den Tränen. Sagt der Vater „Gott redet schon lange nicht mehr mit den Lebenden. Er ist für die Toten, nicht für uns“, dann drücken Blick und Körperhaltung eine ambivalente Gefühlsregung zwischen Trotz, Zuneigung, Resignation und einem Hilferuf aus“, so die Filmkritikerin Katja Stiegel. Ponette avancierte zum Kritiker- und Publikumserfolg und lief auch erfolgreich in den US-amerikanischen Kinos. Die New York Times bewertete Thivisols Darstellung als „Herz des Films“ und sie wurde 1998 mit dem Young Artist Award ausgezeichnet, während Doillons Film den Preis des New York Film Critics Circles als beste ausländische Kinoproduktion gewann.
Nach ihrem erfolgreichen Schauspieldebüt sollten drei Jahre vergehen, ehe Victoire Thivisol wieder in einem Spielfilm zu sehen war. 1999 agierte sie in einer kleinen Nebenrolle in Diane Kurys’ Historienfilm Das Liebesdrama von Venedig an der Seite von Juliette Binoche. Den Part von Binoches Filmtochter wiederholte sie ein Jahr später in Lasse Hallströms mehrfach für den Oscar nominierter Tragikomödie Chocolat – Ein kleiner Biss genügt, aber auch hier konnte sie in dem Ensemble um Judi Dench, Johnny Depp, Alfred Molina, Carrie-Anne Moss und Lena Olin kaum schauspielerische Akzente setzen. In den folgenden Jahren verschwand die in Paris aufgewachsene Schauspielerin von der Filmleinwand und lehnte auch das Angebot ab, in einem Musikvideo der französischen Rockband Superbus mitzuwirken. Erst 2005 machte Thivisol wieder mit einer kleinen Nebenrolle in dem französischen Fernsehfilm Le Bal des célibataires als Schauspielerin auf sich aufmerksam. Drei Jahre später übernahm sie in Emmanuel Sagets Spielfilm Les Grands s'allongent par terre (2008) die Hauptrolle eines 15-jährigen Mädchens, das sich auf die Suche nach dem ihr unbekannten Vater macht. In den folgenden Jahren folgten Auftritte in den Kurzfilmen Tous les chats sont gris (la nuit) (2009, Regie: Savina Dellicour) und Le Ventre de Jonas  (2010, Regie: Emmanuel Saget).

## Filmografie
- 1996: Ponette
- 1999: Das Liebesdrama von Venedig (Les Enfants du siècle)
- 2000: Chocolat – Ein kleiner Biss genügt (Chocolat)
- 2005: Le Bal des célibataires (TV)
- 2008: Les Grands s’allongent par terre
- 2009: Tous les chats sont gris (la nuit) (Kurzfilm)
- 2010: Le Ventre de Jonas (Kurzfilm)